# (13578) 1993 MK
1993 أم كي (ويعرف أيضًا باسم (13578) 1993 أم كي وفق تسمية الكوكب الصغير) (بالإنجليزية: 1993 MK)‏ هو كويكب ضمن حزام الكويكبات؛ وترتيبه 13578 من حيث الاكتشاف.
اكتُشف هذا الجُرم الفلكي بواسطة هنري هولت إي في 17 يونيو 1993.

## وصلات خارجية
- (13578) 1993 MK في قاعدة بيانات مختبر الدفع النفاث لأجرام النظام الشمسي الصغيرة

- الاكتشاف · مخطط المدار ·  العناصر المدارية · المعلمات المادية

- (13578) 1993 MK على موقع ويكي سكاي: DSS2, SDSS, GALEX, IRAS, Hydrogen α, X-Ray, Astrophoto, Sky Map, Articles and images